# Чапаєвка (Кваркенський район)
Чапа́євка (рос. Чапаевка) — село у складі Кваркенського району Оренбурзької області, Росія.

## Населення
Населення — 74 особи (2010; 163 у 2002).
Національний склад (станом на 2002 рік):
- росіяни — 42 %
- казахи — 32 %